# 滙豐（台灣）商業銀行
滙豐（台灣）商業銀行股份有限公司（HSBC Bank (Taiwan) Limited）是在台灣註冊的外資銀行，由滙豐控股有限公司全資擁有。業務包括：零售銀行及財富管理、工商金融、環球銀行及資本市場以及環球私人銀行
截至2023年12月31日，目前有26間分行，存款新台幣5,300亿元，贷款新台幣3,000亿元，2023年稅前盈餘新台幣104億元。

## 歷史
1984年3月，滙豐銀行在台北市設立台北分行，並開辦國際企業金融業務。
至2007年為止，滙豐銀行先後設立了高雄分行、台中分行、台南分行、板橋分行、桃園分行、建國分行、天母分行，共有八間分行；並開辦信用卡收單業務、證券保管業務、本國企業金融業務、信用卡發卡業務、個人金融業務、企業聯貸業務、HSBC Direct業務。
2006年11月18日，東森得易購與滙豐銀行合作之HSBC Direct專案於東森購物1台首播。
2007年初，中華商業銀行因力霸案導致爆發擠兌；經中央存款保險公司接管並標售後，於2007年12月14日確定由滙豐銀行以賠付金額新台幣474億8800萬元標購中華商銀，滙豐銀行在台灣營業據點增至47家。
依據標購中華商業銀行時的協議，滙豐銀行須於三年內將在台灣的銀行業務分割為台灣子公司；因此在2010年5月1日，「滙豐（台灣）商業銀行」成為獨立之公司，開始營運。

## 滙豐集團在台灣主要成員
- 滙豐中華證券投資信託有限公司
- 恆生銀行台北辦事處
- 香港上海滙豐證券有限公司
- 香港商香港上海滙豐銀行有限公司台北分公司

## 外部連結
- 滙豐（台灣）商業銀行 （页面存档备份，存于）（繁體中文）（英文）